# Lluís Millet i Farga
Lluís Millet i Farga (* 1911 auf Korfu; † 1976 in Porto) war ein katalanischer Cellist.

## Leben und Werk
Lluís Millet war Neffe von Lluís Millet i Pagès, des Gründers des Orfeó Català. Er begann seine Studien bei Gaspar Cassadó. Nach dem Weggang von Cassadó aus Barcelona führte Millet seine Studien bei Francesca Vidal de Capdevila (1880–1955) fort. 1927 gewann er den Barceloneser Parramon Preis. Zwei Jahre später erhielt er einstimmig ein Stipendium der Diputació de Barcelona für ein Studium in Paris. Entsprechend ging er zu Vertiefungsstudien an die École Normale de Musique in Paris und schloss dort seine musikalische Ausbildung ab.
In Paris fuhr er erste künstlerische Erfolge ein. Er wurde von der Musikkritik hoch gelobt. In den Jahren 1931 und 1932 gab er zahlreiche Konzerte in Zusammenarbeit mit der Banda Municipal de Barcelona in Barcelona, Badalona und anderen katalanischen Städten. Von der Musikkritik gelobt wurden auch hier seine exzellente Technik und seine ausdrucksstarke und makellose Diktion im Vortrag.
Seit 1968 wirkte er als Orchestersolist beim Orquestra Simfònica de Porto.